# Collines de Buda
Les collines de Buda (hongrois : Budai-hegység, prononcé [ˈbudɒi ˈhɛcʃeːg]) est un massif collinéen située à l'ouest de Budapest dans le massif de Transdanubie, au sud des monts du Pilis. Le point culminant est le Nagy-Kopasz (559 m). Certains sommets comme le János-hegy ou le Széchenyi-hegy sont desservis par le Gyermekvasút.

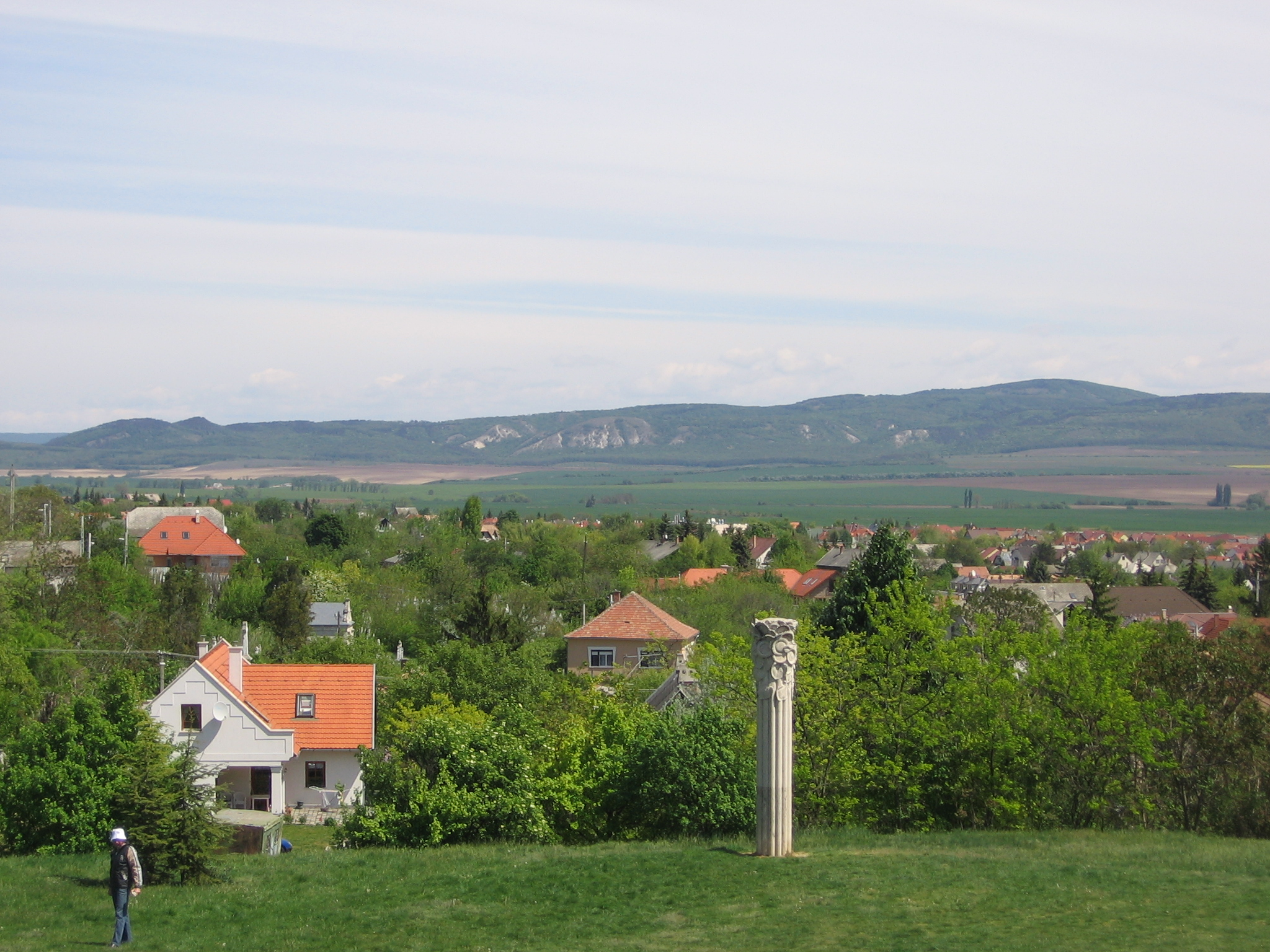
Les collines vues de Zsámbék.

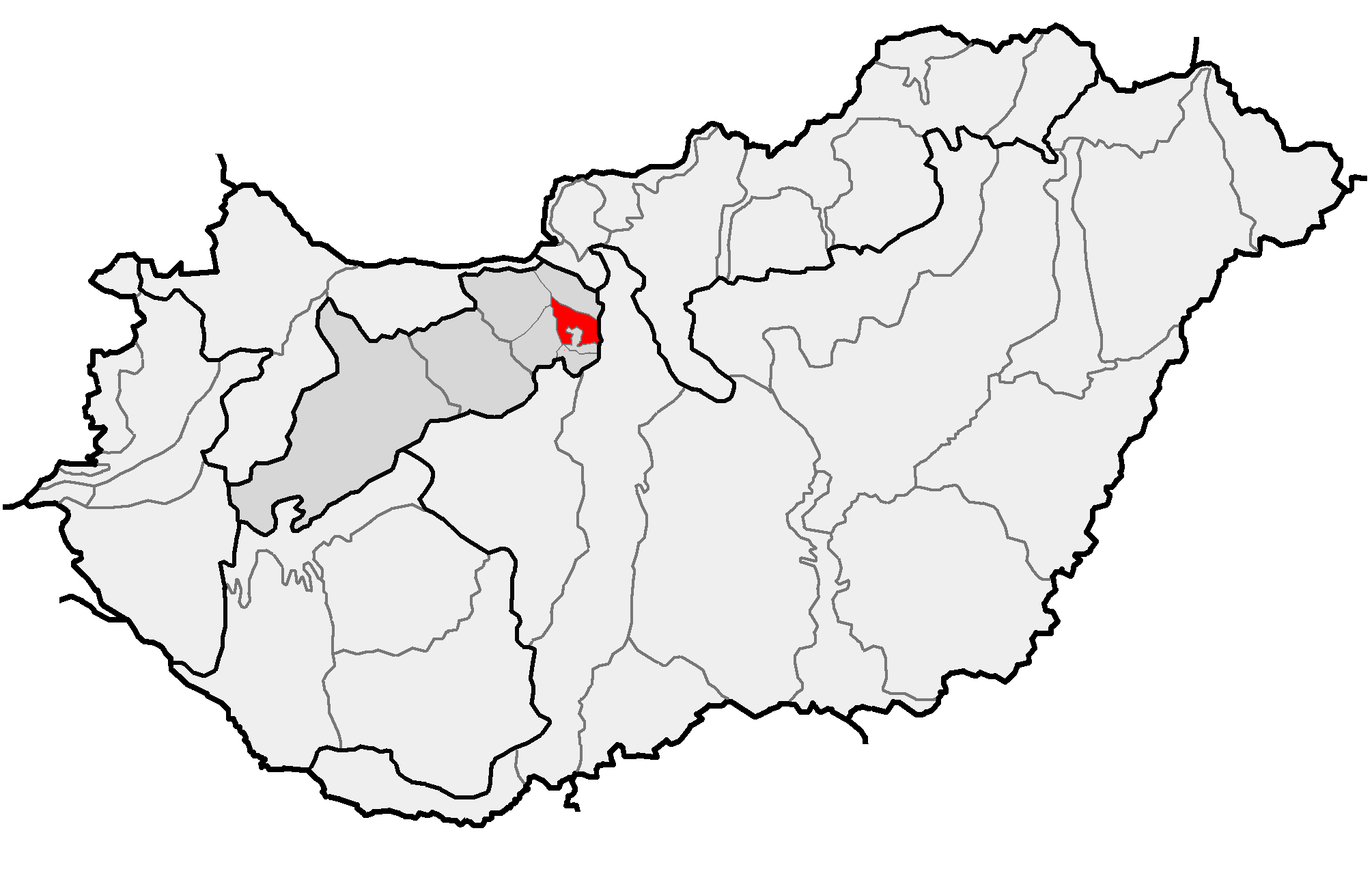
Collines de Buda en Hongrie